# Goodrich (Teksas)
Goodrich je grad u američkoj saveznoj državi Teksas. Prema popisu stanovništva iz 2010. u njemu je živjelo 271 stanovnika.